# Aphaereta varipedis
Aphaereta varipedis är en stekelart som beskrevs av Fischer 1966. Aphaereta varipedis ingår i släktet Aphaereta och familjen bracksteklar. Inga underarter finns listade i Catalogue of Life.